# Джойя, Флавио

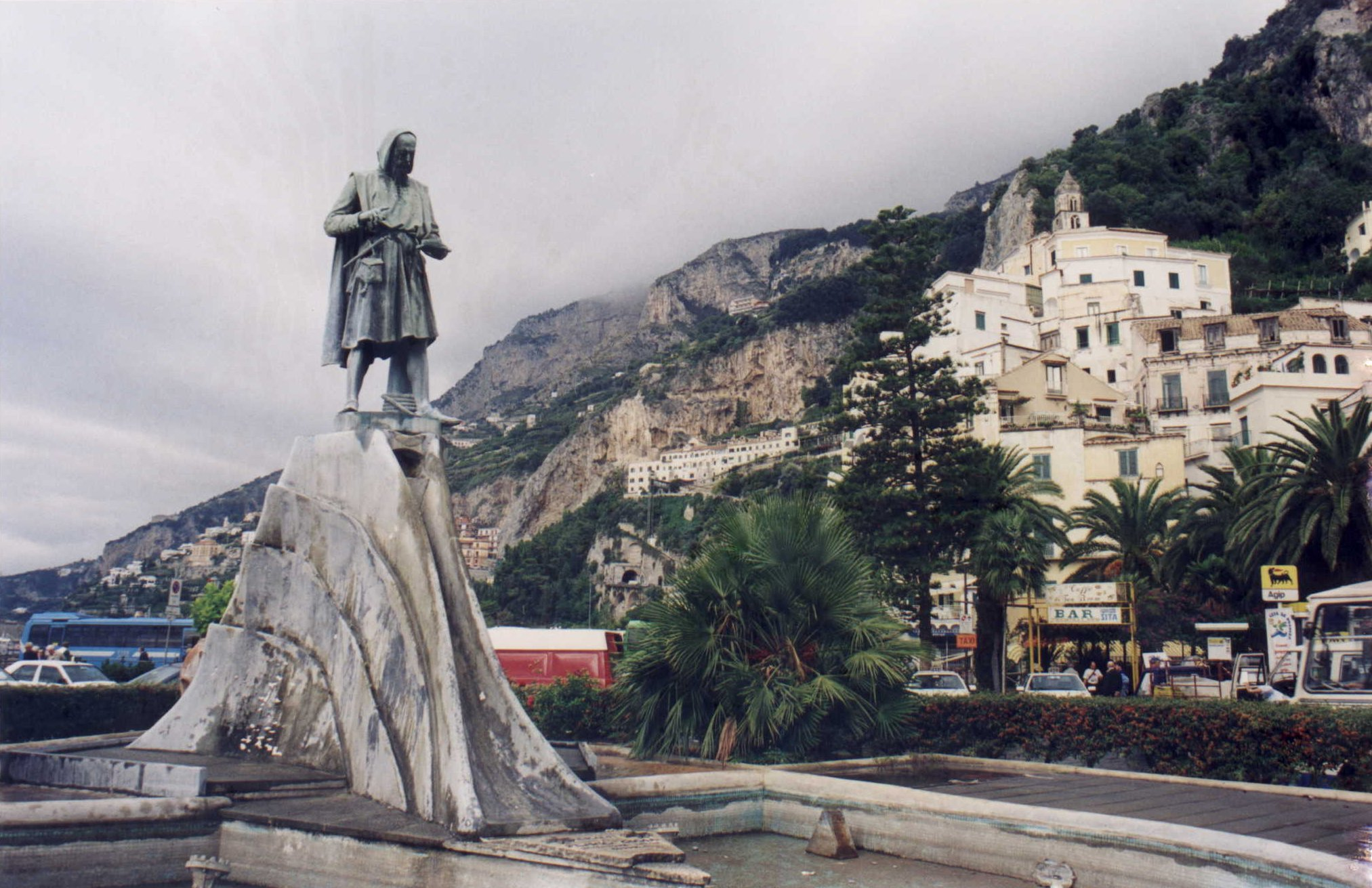
Памятник Флавио Джойе в Амальфи

Флавио Джойя (итал. Flavio Gioja) — якобы живший в начале XIV века в Амальфи человек, который называется изобретателем компаса.
Согласно легенде, Флавио Джойя был ювелиром, который полюбил красавицу Анджелу, дочь богатого рыбака Доменико. Но Доменико не хотел, чтобы дочь вышла замуж за «сухопутного» Джойю, и потребовал от того условие, которое казалось невыполнимым, — научиться плавать по морю по прямой линии в тумане и в ночи. Однако Флавио в своей работе для инкрустирования изделий маленькими кусочками железа использовал магнитный камень. Он заметил, что если положить этот камень на кусочек пробки, плавающей в воде, то он поворачивается всегда в одну сторону. Так якобы Флавио изобрел компас, а через месяц женился на Анджеле.
Как утверждается, эта легенда основана на следующем. В середине XV века историк Флавио Бьондо написал, что компас изобрели жители Амальфи. Затем в 1511 году это сообщение повторил Джамбаттиста Пио. Но позже из-за неправильного места постановки запятой сообщение Пио «было изобретено использование магнита, согласно Флавио» было воспроизведено как «говорят, что использование магнита было изобретено Флавио».
В 1900 году итальянский скульптор Альфонсо Бальзико представил свой памятник Флавио Джойе, который был приобретен и установлен властями Амальфи.
В честь Флавио Джойя назван один из лунных кратеров.